# Fechtner-Syndrom
Das Fechtner-Syndrom ist eine sehr seltene autosomal-dominante Erbkrankheit. Sie wird durch eine Mutation des MYH9-Gens verursacht. Das Fechtner-Syndrom gehört zusammen mit dem Sebastian-Syndrom, dem Epstein-Syndrom und der May-Hegglin-Anomalie zur Gruppe der MYH9-assoziierten Erkrankungen.

## Ursache und Genetik

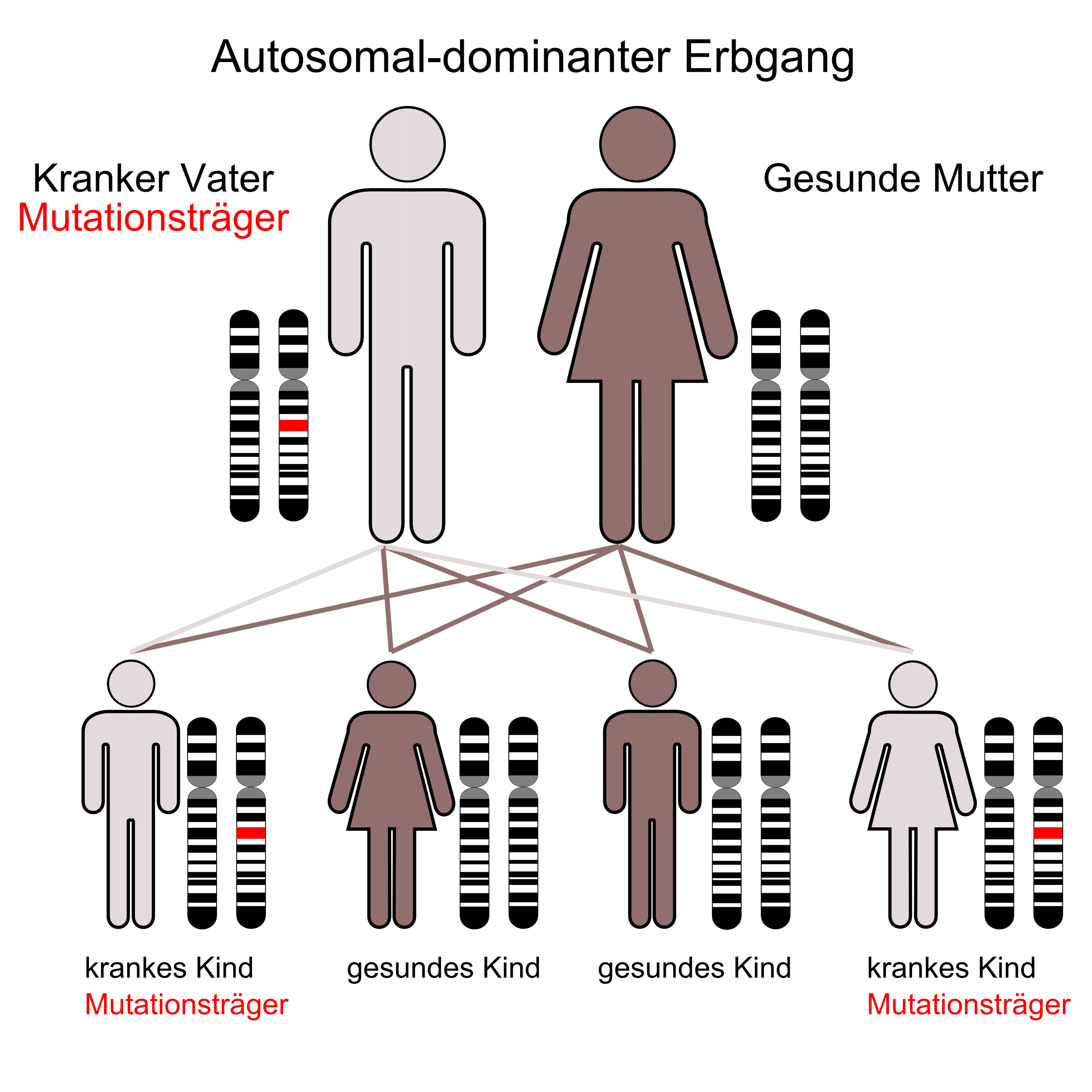
Der autosomal-dominante Erbgang

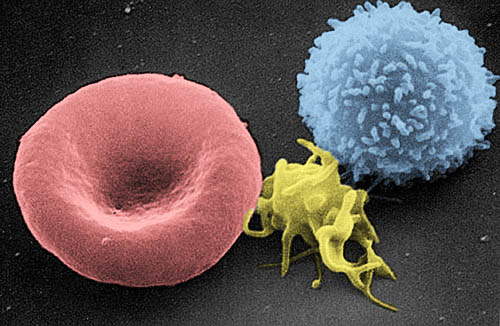
Von links nach rechts: Erythrozyt (rotes Blutkörperchen), Thrombozyt (aktiviert) und Leukozyt

Die Ursache des Fechtner-Syndroms sind Punktmutationen des MYH9-Gens, das sich beim Menschen auf Chromosom 22 Genlocus q11.2 befindet.
Das Gen kodiert für die schwere Kette eines  Nicht-Muskel-Myosins Typ IIA (NMMHC-IIA). Dieses Protein wird in einigen Blutzellen, unter anderem in Monozyten und Thrombozyten, in der Hörschnecke (Cochlea) und in den Nieren exprimiert. Die Mutation bewirkt eine Störung der Dimerisierung des NMMHC-IIA-Proteins. Die Folge davon ist eine Instabilität und eine Präzipitation zusammen mit normalen MYHIIA-Ketten im Zytoplasma der Leukozyten. Diese Präzipitate bilden die Zytoplasmaeinschlüsse. Die Störung der Dimerisierung bewirkt zudem eine fehlerhafte Organisation des Zytoskeletts in den Megakaryozyten, den Vorläuferzellen der Thrombozyten. Dies ist die Ursache für die Makrothrombozytopenie, die sich durch einen Mangel an Thrombozyten (eine sogenannte Thrombozytopenie) und übergroßen Thrombozyten mit Leukozyteneinschlüssen manifestiert. Die Größe der Thrombozyten kann dabei die von Erythrozyten sogar übertreffen.

## Epidemiologie und Prävalenz
Aufgrund der Seltenheit des Fechtner-Syndroms sind keine gesicherten Daten bezüglich der Epidemiologie und der Prävalenz verfügbar. Die Prävalenz liegt aber deutlich unter 1:500.000.

## Symptome und Diagnose
Entsprechend den Stellen der Genexpression von NMMHC-IIA manifestierten sich auch die Symptome des Fechtner-Syndroms.
So zeigen die vom Fechtner-Syndrom betroffenen Patienten eine Makrothrombozytopenie mit Leukozyteneinschlusskörpern. Die Einschlusskörper in den Thrombozyten sind relativ klein und mit einer Routinefärbung meist schwer zu erkennen. Immunfluoreszenz-Methoden sind zum Nachweis besser geeignet.
Etwa die Hälfte der Patienten entwickelt einen progredienten Hörverlust (49 %).
Bei einigen Patienten kann sich zudem eine Glomerulonephritis (eine Entzündung der Nierenfilterchen), sowie ein Grauer Star einstellen. Beide Erkrankungen stellen sich aber nicht zwangsläufig ein, da die Dimerisierungs-Störung von NMMHC-IIA durch eine andere Myosinform (Typ IIB) ausgeglichen werden kann.
Die meisten Patienten leiden – im Gegensatz zum Sebastian-Syndrom – nicht unter verstärkten Blutungen.

## Therapie
Die Therapie erfolgt im Wesentlichen symptomatisch. Vor Operationen ist unter Umständen eine Thrombozytentransfusion notwendig.

## Entdeckung
Das Fechtner-Syndrom wurde erstmals 1985 von L. C. Peterson u. a. beschrieben.